# Rondeletia coronata
Rondeletia coronata är en måreväxtart som beskrevs av Ignatz Urban. Rondeletia coronata ingår i släktet Rondeletia och familjen måreväxter. Inga underarter finns listade i Catalogue of Life.